# Congregation (Foo Fighters-dal)
A Congregation a Foo Fighters 2014-ben megjelent kislemeze. Ez a harmadik kislemez a zenekar 2014-es Sonic Highways albumáról. A dalt Zac Brown közreműködésével a Southern Ground Studios stúdióban rögzítették, Nashvilleben. A dal hangzásvilágára hatással volt Nashville zenei élete és múltja.

## Borítókép

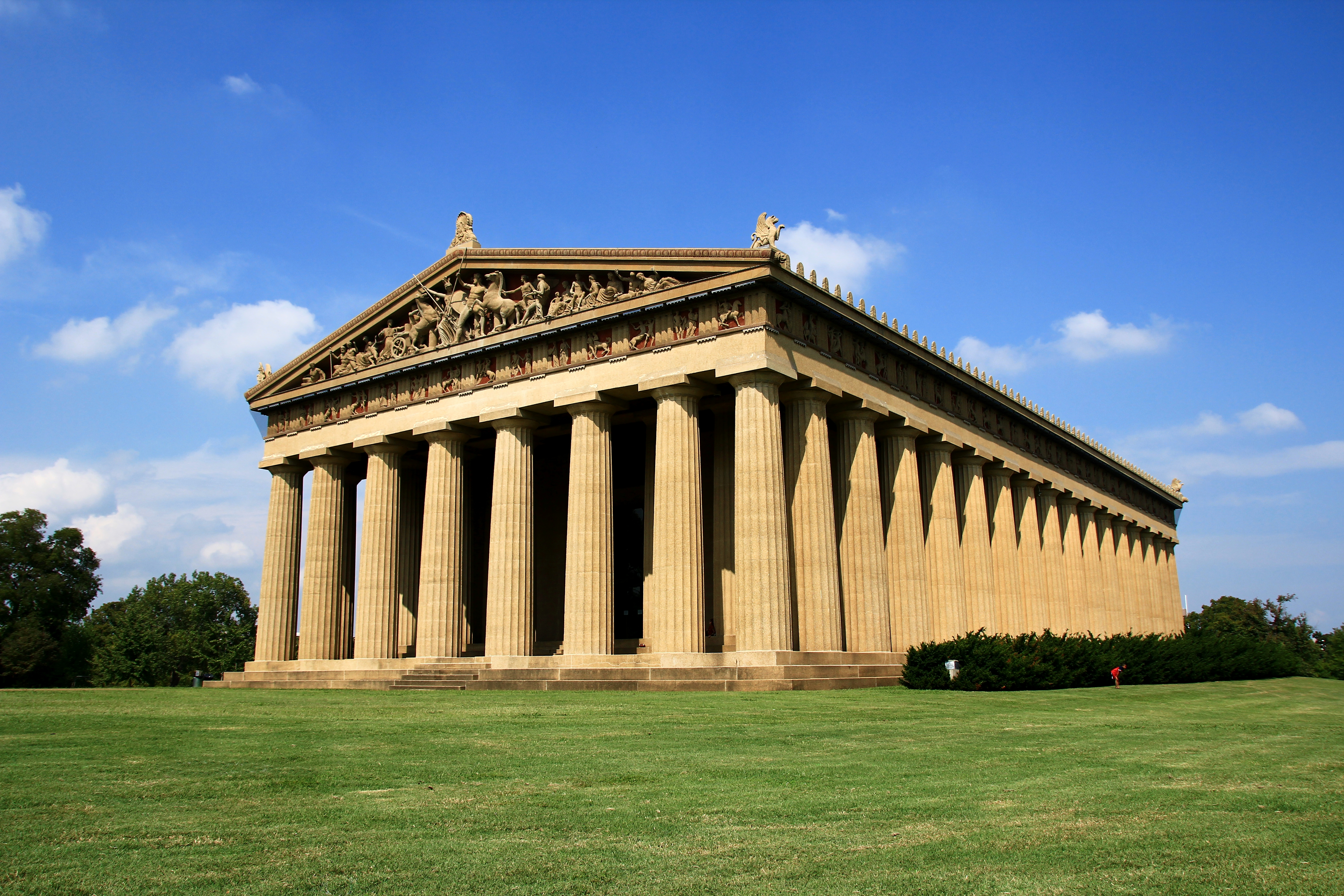
A Nashville-i Parthenón

A kislemez borítóképén a Nashville-i Parthenón látható.

## Helyezések

### Kislemez-listák
| Lista (2014)                       | Helyezés |
| ---------------------------------- | -------- |
| Ausztria (Ö3 Austria Top 40)       | 73       |
| Egyesült Királyság (UK Rock Chart) | 4        |
| Németország (Media Control Charts) | 97       |
| Portugal Digital Songs (Billboard) | 38       |
| US Hot Rock Songs (Billboard)      | 33       |
| US Rock Digital Songs (Billboard)  | 24       |